# Scolopsis
Scolopsis es un género de peces de la familia Nemipteridae. Fue descrito por Georges Cuvier en 1814.

## Especies
- Scolopsis affinis W. K. H. Peters, 1877
- Scolopsis aurata (M. Park, 1797)
- Scolopsis bilineata (Bloch, 1793)
- Scolopsis bimaculata Rüppell, 1828
- Scolopsis ciliata (Lacépède, 1802)
- Scolopsis curite Cuvier 1815
- Scolopsis frenata (Cuvier, 1830)
- Scolopsis ghanam (Forsskål, 1775)
- Scolopsis japonica (Bloch 1793)
- Scolopsis lacrima Nakamura, Béarez y Motomura, 2019
- Scolopsis lineata Quoy y Gaimard, 1824
- Scolopsis margaritifera (Cuvier, 1830)
- Scolopsis meridiana Nakamura, Russell, Moore y Motomura, 2018
- Scolopsis monogramma (Cuvier, 1830)
- Scolopsis taeniata (Cuvier, 1830)
- Scolopsis taenioptera (Cuvier, 1830)
- Scolopsis temporalis (Cuvier, 1830)
- Scolopsis trilineata Kner, 1868
- Scolopsis vosmeri (Bloch, 1792)
- Scolopsis xenochrous Günther, 1872